# Nanosius alisonae
Nanosius alisonae är en insektsart som beskrevs av Abdul-nour 2002. Nanosius alisonae ingår i släktet Nanosius och familjen dvärgstritar. Inga underarter finns listade i Catalogue of Life.